# 4431 Holeungholee
A 4431 Holeungholee (ideiglenes jelöléssel 1978 WU14) a Naprendszer kisbolygóövében található aszteroida. A Bíbor-hegyi Obszervatórium fedezte fel 1978. november 28-án.